# Abbaye de Scharnebeck
L'abbaye de Scharnebeck est une ancienne abbaye cistercienne située à Scharnebeck, dans le Land de Basse-Saxe, dans le diocèse de Hildesheim.

## Histoire
En 1243, des moines de l'abbaye de Hardehausen se rendent à Steinbeck an der Luhe pour fonder un monastère. Son élévation commence l'année suivante. La nouvelle abbaye est alors des cabanes en bois. Lorsque le duc Othon Ier de Brunswick offre à ces frères une ferme à Scharnebeck, ils s'y installent le 19 janvier 1253.
Le 18 avril 1527, le duc Ernest Ier de Brunswick-Lunebourg consent au protestantisme sur la principauté de Lunebourg. Le monastère perd son importance politique et économique. L'abbé Heinrich Radbrock remet à l'autorité souveraine les biens de l'abbaye. Elle est dissoute le 23 octobre 1531. Une partie des pierres sert à la construction du château, l'église appartient à la communauté luthérienne. Les derniers moines sont pour la plupart des enseignants ou des sacristains à proximité. Le prieur vient de Bardowick, l'abbé, originaire de Lunebourg, devient le premier surintendant évangélique luthérien.
En 1712, l'ancienne église est démolie, car elle devenait dangereuse à cause du manque d'entretien et des dommages subis lors de la guerre de Trente Ans. Une partie du chœur est toutefois conservée. La nouvelle église luthérienne est consacrée en 1724 sous le nom de Sainte-Marie fait partie de l'Église protestante luthérienne du Pays de Hanovre. 